# Makea
Makea (en francès i oficialment Macaye) és un municipi d'Iparralde al territori de Lapurdi, que pertany administrativament al departament dels Pirineus Atlàntics (regió de la Nova Aquitània).
Makea limita al nord amb Hazparne, al nord-oest amb Kanbo, a l'est amb Lekorne, a l'oest amb Luhuso i al sud amb Bidarrai.
| 1901 | 1962 | 1968 | 1975 | 1982 | 1990 | 1999 |
| ---- | ---- | ---- | ---- | ---- | ---- | ---- |
| 711  | 504  | 512  | 468  | 463  | 476  | 529  |
|      |      |      |      |      |      |      |